# Abondance (Käse)

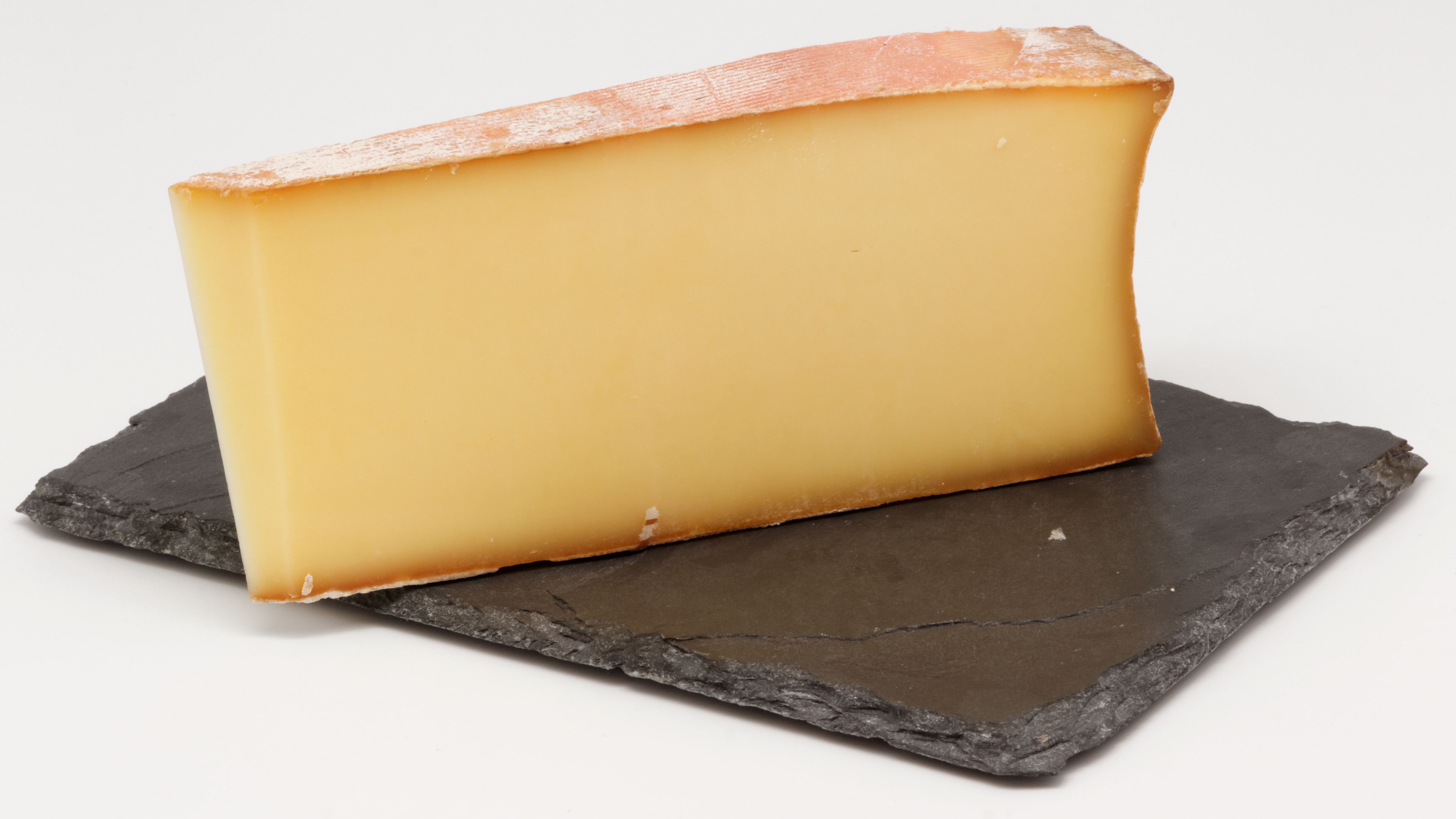
Ein Stück Abondance

Der Abondance ist ein französischer halbfester Schnittkäse aus Rohmilch. Abondance ist seit 1996 eine geschützte Ursprungsbezeichnung, die Herstellung darf nur in ausgewählten Gemeinden des Département Haute-Savoie erfolgen. Der Käse hat mindestens 48 Prozent Fett in der Trockenmasse.

## Eigenschaften

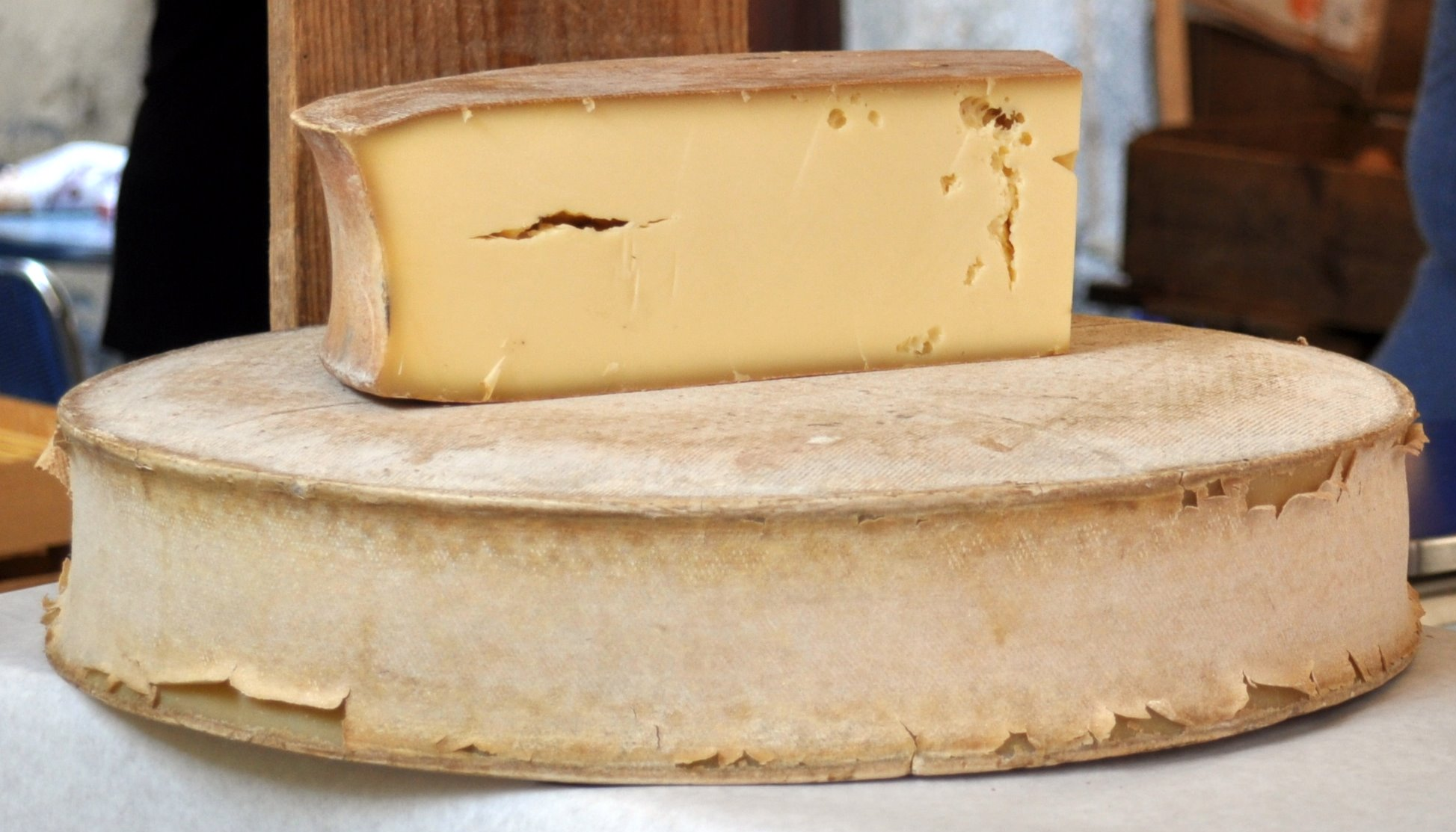
Abondance

Ein Laib des Abondance hat einen Durchmesser von 38 bis 43 Zentimetern und eine Höhe von sieben bis acht Zentimetern. Er wiegt zwischen sieben und 12 Kilogramm und weist einen charakteristischen konkaven Rand und eine goldgelbe bis braune Rinde auf. Der Teig ist cremefarben bis blassgelb, mit kleinen und gut verteilten Löchern, und hat eine nachgiebige, feinkörnige Textur. Der Käse muss mindestens 48 Prozent Fett in der Trockenmasse enthalten, der Feuchtigkeitsgehalt des Käses darf 42 Prozent nicht übersteigen.

## Geschichte
Im 12. Jahrhundert begannen die Augustinermönche des Klosters in Abondance mit der Herstellung von Käse. In der Literatur wird angegeben, dass der Abondance 1381 auf dem Konklave in Avignon serviert worden sei. Diese Legende hält einer kritischen Überprüfung nicht stand. In Avignon war während des 14. Jahrhunderts über lange Zeit der päpstliche Hof, und die Mehrzahl der Kardinäle lebte dort. Die Wahl des Papstes Urban VI. fand jedoch 1378 wieder in Rom statt. Im selben Jahr wurde in Fondi der Gegenpapst Clemens VII. gewählt, der in Avignon residierte. Erst Clemens’ Nachfolger, Benedikt XIII., wurde 1394 in Avignon gewählt.
1990 wurde der Name Abondance als Appellation d’Origine Contrôlée (AOP) geschützt. 1996 wurde Abondance eine geschützte Ursprungsbezeichnung. Damit sind Vorgaben für die Herstellung des Käses verbunden. Die wichtigste damit verbundene Einschränkung ist die Festlegung des Herstellungsgebiets auf den größten Teil des Département Haute-Savoie. Die Verordnung führt dazu die Kantone und Gemeinden, in denen Abondance produziert werden darf, namentlich auf. Der Käse darf nur aus Rohmilch von Kühen der Rassen Abondance, Montbéliard und Tarenteser (auch Tarine genannt) hergestellt werden. Ab 2022 muss der Bestand eines Betriebs, der Milch für den Abondance produziert, zu mindestens 55 Prozent aus Kühen der Rasse Abondance bestehen. Die Kühe müssen an mindestens 150 Tagen im Jahr auf der Weide gehalten werden. Sie dürfen nicht mit Silage gefüttert werden, und mindestens 65 Prozent des Futters muss aus dem festgelegten Herstellungsgebiet stammen. Die Milch zweier aufeinander folgender Melkungen vom Abend und vom folgenden Morgen muss noch am Vormittag des zweiten Tages verarbeitet werden.
Der Abondance wird in verschiedenen Typen von Herstellungsbetrieben produziert, die jeweils besonderen Bestimmungen unterliegen. Er darf bei Erfüllung der Vorgaben mit den Zusatzbezeichnungen fermier oder alpage vermarktet werden:
- fermier, auf einem Bauernhof produziert, die Käselaibe tragen ein grünes, ovales Etikett. Die Milch muss vom eigenen Hof und zu 45 Prozent von Kühen der Rasse Abondance stammen. Die Milch zweier aufeinander folgender Melkungen wird spätestens 14 Stunden nach dem ersten Melken verarbeitet. Einige Produktionsschritte müssen auf traditionelle Weise in Handarbeit erfolgen, so das Zerteilen der Dickete mit einer Käseharfe und das Umfüllen des Bruchs für jeden einzelnen Käse in die Form mit einem Käsetuch. Die Laibe müssen einmal innerhalb einer halben Stunde nach dem Einfüllen in die Formen und mindestens zwei Mal während der folgenden zwölf Stunden gewendet werden. 2014 waren etwa 65 Betriebe für die Herstellung von Abondance zertifiziert.
- alpage, der Käse wird nur in den Sommermonaten produziert. Seine Milch stammt von Kühen, die auf Weiden in 1300 bis 1385 Meter Höhe gehalten werden.
- laitier oder fruitière, die Laibe sind mit roten, quadratischen Etiketten versehen. Es gab 2014 etwa 15 Kooperativen, die ihre Milch von bis zu 200 Milchviehhaltungen beziehen.[2][3]

2023 wurden 3387 Tonnen Abondance hergestellt, davon 808 Tonnen Fermier.

## Herstellung
Abondance wird traditionell in einem offenen Kupferkessel hergestellt, bis 2021 dürfen noch 2006 oder früher in Betrieb genommene Edelstahltanks verwendet werden. Darin wird die Rohmilch auf 30 bis 35 °C erwärmt, dann erfolgt die Zugabe von Lab und einer spezifischen Starterkultur aus thermophilen Bakterien, Streptococcus thermophilus, Lactobacillus delbrueckii subsp. bulgaricus und Lactobacillus helveticus. Nach dem Dicklegen wird die Dickete mit einer Käseharfe zu Stücken von maximal einem Kubikzentimeter zerteilt und erneut erwärmt, diesmal für mindestens 40 Minuten auf eine Temperatur von 45 bis 50 °C. Der Bruch wird daraufhin abgeschöpft und in mit Leinen ausgelegte Formen gefüllt, in denen er mindestens sieben Stunden gepresst wird, um die typische Oberflächenstruktur zu erhalten. Nach dem Abtropfen werden die Käselaibe in Reifungsräumen bei einer Temperatur von 10 bis 13 °C und einer Luftfeuchtigkeit von mindestens 90 Prozent auf ungehobelten Fichtenbrettern gelagert. Während der Reifung, die mindestens hundert Tage und bis zu zwölf Monate dauert, werden die Laibe immer wieder gewendet und mit Salz abgerieben, um die dünne gelblich- bis rötlichbraune Rinde zu erzielen.

## Verzehr
Abondance wird oft als Dessert nach einer Mahlzeit mit mehreren Gängen gegessen und passt gut auf eine Käseplatte. Er ist die Hauptzutat der savoyardischen Vorspeise Berthoud, einem überbackenen Käse, der mit Pellkartoffeln und einem Weißwein der Region serviert wird.